# Herbert Helmert
Herbert Helmert (* 21. Juli 1924 in Dresden; † 27. November 1997 in München) war ein deutscher Maler.

## Leben und Werk
Helmert war der Sohn des Meißner Verwaltungsinspektors Arthur Helmert. Er absolvierte in Meißen die Schule und eine Ausbildung als Porzellanmaler in der Meißener Porzellanmanufaktur, begann jedoch durch Empfehlungen seiner dortigen Lehrer bereits mit 16 Jahren ein Studium der Freien Malerei an der Dresdner Kunstakademie. In Dresden lernte er seine spätere Frau, die Schauspielerin Erika Stamer kennen, mit der er 1944 nach Berlin zog. 1951 setzte er sein Studium an der Hochschule für die Bildenden Künste in Berlin fort. Er besuchte die Klasse von Max Kaus und war bis 1954 Meisterschüler von Karl Schmidt-Rottluff.
Seit 1965 lebte er sehr zurückgezogen in München. Von 1965 bis 1968 prägten zahlreiche Aufenthalte in Frankreich seine künstlerische Entwicklung.
Er starb am 27. November 1997.

## Ausstellungen (unvollständig)
- 1945/1946 Dresden, Kunstakademie („Freie Künstler. Ausstellung Nr. 1“)
- 1946: Dresden, Kunstausstellung Sächsische Künstler
- 1947–1949: Meißen, jährliche Ausstellung im Stadtmuseum Meißen
- 1948: Dresden, Haus des Kulturbunds („Die Jungen. Malerei, Grafik, Plastik“)
- 1949: Riesa, Kulturbund Riesa
- 1950: Stadt- und Bergbaumuseum Freiberg
- 1968: München, Galerie A. Schumacher
- 1981: Schloss Vornbach, „Europäische Wochen Passau“